# Шентянж (Речиця-об-Савиньї)
Шентянж (словен. Šentjanž) — поселення в общині Речиця-об-Савиньї, Савинський регіон, Словенія.